# Badehotellet
|  | Denne artikel er om tv-serien Badehotellet. Der er også en film fra 1915 med navnet, se Badehotellet (film). |
Badehotellet er en dansk historisk komedie-drama-serie fra 2013, som er skabt af Hanna Lundblad og Stig Thorsboe for TV 2. Serien havde premiere på TV 2 den 30. december 2013, og består af ti sæsoner med 64 episoder à ca. 50 minutters varighed; den tiende og afsluttende sæson havde premiere 3. marts 2024.
Serien følger hverdagen på Andersens Badehotel ca. 10 km syd for Skagen i Nordjylland fra 1928 og frem til 1946, hvor velhavende familier fra København kommer og tilbringer deres somre. Serien følger både de ansatte og gæsterne på hotellet og deres indbyrdes forhold igennem historiske perioder såsom Wall Street-krakket og begyndelsen på 2. verdenskrig, hvor Danmark var besat. Medvirkende i serien er bl.a. Amalie Dollerup, Anne Louise Hassing, Lars Ranthe, Jens Jacob Tychsen, Anette Støvelbæk, Cecilie Stenspil og Birthe Neumann.
Serien er primært indspillet i Risbystudierne ved Albertslund i Storkøbenhavn på Sjælland. Enkelte scener er dog indspillet ved Vesterhavet i Svinkløv, Slettestrand og Grønnestrand i Nordjylland.
Serien er blevet en enorm succes, og har opnået seertal på op mod 1,9 mio. personer, hvilket er blandt de højeste blandt danske dramaserier. Serien har bl.a. vundet Billed-Bladets pris "Årets TV-program" ved deres prisuddeling hvert eneste år fra 2014-2021.

## Handling
Serien handler om Andersens lille badehotel og begynder i sommeren 1928.
Serien skildrer sommerens gang, hvor hotellets københavnske gæster vender op og ned på hverdagen for hotellets medarbejdere igennem mange år.
Serien følger både de ansatte og gæsterne på hotellet og deres indbyrdes forhold.

## Produktion
Musikken til serien er skrevet af Halfdan E og Jeppe Kaas. Den er meget jazzinspireret og ifølge komponisterne "glad, lys og festlig".
Under optagelserne til sæson 6 blev produktionsholdet forsinket ved indspilningen af en scene ved Den tilsandede Kirke, da en stor gruppe krydstogtturister var på udflugt til stedet.
Til 8. sæson af serien blev optagelserne udskudt fra juni til august grundet landets nedlukning under Coronaviruspandemien.
Kostumerne til serien bliver produceret af fire skræddere, og det tager dem omkring 6 uger at fremstille kostumerne til én sæson.
Ifølge seriens manuskriptforfattere tager det omkring 9 måneder at skrive en sæson af serien, og et afsnit bliver skrevet på ca. 5 uger. Det tager 11 dages indspilninger at filme ét afsnit.

### Optagelser
Til selve badehotellet var det ikke muligt at benytte et eksisterende hotel, da de alle ligger i tætbebyggede sommerhusområder, med undtagelse af Svinkløv Badehotel, der dog var så travlt optaget, at det heller ikke kunne bruges til indspilningerne. Hotellet blev i stedet opført i fuld størrelse med både interiør og eksteriør på Risbystudierne i Albertslund, hvor alle relevante scener er optaget. Man opførte stueetagen og to af karnapperne. Der er brugt CGI til at indsætte baggrunde af Vesterhavet, strand osv. i scenerne. Der bliver anvendt over 200 lamper til at oplyse udendørsscenerne for at give den rigtige illusion af solens stråler. Det tog 15 håndværkere tre måneder at opføre.
En del af de udendørs scener er optaget ved Vesterhavet i Nordjylland ved Svinkløv Klitplantage, Slettestrand og Jammerbugten.
Til udendørsbilleder af Grev Ditmars gods Frijsenholm gods bruger man Gisselfeld slot
Mortens fars gård, der senere bliver købt af Fies far, blev optaget på Frilandsmuseet i Kgs. Lyngby. Udendørsscenerne til Mortens rederi "Skagerrak rederi" i Aalborg er optaget i Den Gamle By i Aarhus, hvor Schous Sæbehus bruges som bygningen.
Scenerne, hvor Morten mødes med den svenske spritsmugler, blev optaget på Vinstue 90 på Frederiksberg.
En scene hvor Weyse spiller klaver under en biografforestilling, blev optaget i Reprise Teatret i Holte.
Øvrige lokationer brugt til optagelserne er Bandholm Station på Lolland og Den tilsandede kirke ved Skagen.

## Serieoversigt
| Sæsoner | Sæsoner | Episoder | Handlingsår | Oprindelig sendt  | Oprindelig sendt |
| Sæsoner | Sæsoner | Episoder | Handlingsår | Start             | Slut             |
| ------- | ------- | -------- | ----------- | ----------------- | ---------------- |
|         | 1       | 6        | 1928        | 30. december 2013 | 10. februar 2014 |
|         | 2       | 7        | 1929        | 12. januar 2015   | 2. marts 2015    |
|         | 3       | 7        | 1930        | 28. december 2015 | 15. februar 2016 |
|         | 4       | 7        | 1931        | 23. januar 2017   | 6. marts 2017    |
|         | 5       | 6        | 1932-33     | 12. februar 2018  | 19. marts 2018   |
|         | 6       | 6        | 1939        | 28. januar 2019   | 4. marts 2019    |
|         | 7       | 6        | 1940        | 27. januar 2020   | 2. marts 2020    |
|         | 8       | 5        | 1941        | 1. februar 2021   | 1. marts 2021    |
|         | 9       | 5        | 1945        | 7. februar 2022   | 7. marts 2022    |
|         | 10      | 9        | 1946-47     | 3. marts 2024     | 28. april 2024   |

## Karakterer

### Hovedkarakterer
| Skuespiller           | Rolle                                  | Sæsoner af Badehotellet | Sæsoner af Badehotellet | Sæsoner af Badehotellet | Sæsoner af Badehotellet | Sæsoner af Badehotellet | Sæsoner af Badehotellet | Sæsoner af Badehotellet | Sæsoner af Badehotellet | Sæsoner af Badehotellet | Sæsoner af Badehotellet |
| Skuespiller           | Rolle                                  | 1                       | 2                       | 3                       | 4                       | 5                       | 6                       | 7                       | 8                       | 9                       | 10                      |
| --------------------- | -------------------------------------- | ----------------------- | ----------------------- | ----------------------- | ----------------------- | ----------------------- | ----------------------- | ----------------------- | ----------------------- | ----------------------- | ----------------------- |
| Rosalinde Mynster     | Fie Kjær/Enevoldsen                    | Fast                    | Fast                    | Fast                    | Fast                    | Fast                    |                         |                         |                         |                         | Fast                    |
| Amalie Dollerup       | Amanda Madsen/Frijs/Berggren/Kiessling | Fast                    | Fast                    | Fast                    | Fast                    | Fast                    | Fast                    | Fast                    | Fast                    | Fast                    | Fast                    |
| Bodil Jørgensen       | Fru Molly Andersen                     | Fast                    | Fast                    | Fast                    | Fast                    | Fast                    | Fast                    | Fast                    | Fast                    | Fast                    | Fast                    |
| Ulla Vejby            | Stuepige Edith Marie Jensen/Møller     | Fast                    | Fast                    | Fast                    | Fast                    | Fast                    | Fast                    | Fast                    | Fast                    | Fast                    | Fast                    |
| Merete Mærkedahl      | Stuepige Otilia                        | Fast                    | Fast                    | Fast                    | Fast                    | Fast                    | Fast                    | Fast                    | Fast                    | Fast                    | Fast                    |
| Ena Spottag           | Kokkepige Martha                       | Fast                    | Fast                    | Fast                    | Fast                    | Fast                    | Gæst                    |                         |                         |                         | Fast                    |
| Lars Ranthe           | Grosserer Georg Madsen                 | Fast                    | Fast                    | Fast                    | Fast                    | Fast                    | Fast                    | Fast                    | Fast                    | Fast                    | Fast                    |
| Anne Louise Hassing   | Fru Therese Madsen                     | Fast                    | Fast                    | Fast                    | Fast                    | Fast                    | Fast                    | Fast                    | Fast                    | Fast                    | Fast                    |
| Jens Jacob Tychsen    | Kgl. skuespiller Edward Weyse          | Fast                    | Fast                    | Fast                    | Fast                    | Fast                    | Fast                    | Fast                    | Fast                    | Fast                    | Fast                    |
| Cecilie Stenspil      | Helene Aurland/Weyse                   | Fast                    | Fast                    | Fast                    | Fast                    | Fast                    | Fast                    | Fast                    | Fast                    | Fast                    | Fast                    |
| Peter Hesse Overgaard | Kontorchef Hjalmar Aurland             | Fast                    | Fast                    | Fast                    | Fast                    | Fast                    | Fast                    | Fast                    | Fast                    | Fast                    | Fast                    |
| Birthe Neumann        | Fru Olga Fjeldsø (f. Vetterstrøm)      | Fast                    | Fast                    | Fast                    | Fast                    | Fast                    | Fast                    | Fast                    | Fast                    | Fast                    | Fast                    |
| Bjarne Henriksen      | Tobaksfabrikant Otto Frigh             | Fast                    | Fast                    | Fast                    | Fast                    | Fast                    |                         |                         |                         |                         |                         |
| Anette Støvelbæk      | Fru Alice Frigh                        | Fast                    | Fast                    | Fast                    | Fast                    | Fast                    | Fast                    | Fast                    | Fast                    | Fast                    | Fast                    |
| Mads Wille            | Grev Ditmar Frijs                      | Fast                    | Fast                    | Fast                    | Fast                    | Fast                    | Fast                    | Fast                    | Fast                    | Fast                    | Fast                    |
| Morten Hemmingsen     | Morten Enevoldsen                      | Fast                    | Fast                    | Fast                    | Fast                    | Fast                    | Gæst                    | Fast                    | Fast                    | Gæst                    | Fast                    |
| Sonja Oppenhagen      | Lydia Vetterstrøm/Ploug                |                         | Fast                    | Fast                    | Fast                    | Fast                    | Fast                    | Fast                    | Fast                    | Fast                    | Fast                    |
| Sigurd Holmen le Dous | Philip Dupont                          |                         | Fast                    | Fast                    | Fast                    | Fast                    | Fast                    | Fast                    | Fast                    | Fast                    | Fast                    |

### Faste karakterer
| Skuespiller                                       | Rolle                            | Sæsoner af Badehotellet | Sæsoner af Badehotellet | Sæsoner af Badehotellet | Sæsoner af Badehotellet | Sæsoner af Badehotellet | Sæsoner af Badehotellet | Sæsoner af Badehotellet | Sæsoner af Badehotellet | Sæsoner af Badehotellet | Sæsoner af Badehotellet |
| Skuespiller                                       | Rolle                            | 1                       | 2                       | 3                       | 4                       | 5                       | 6                       | 7                       | 8                       | 9                       | 10                      |
| ------------------------------------------------- | -------------------------------- | ----------------------- | ----------------------- | ----------------------- | ----------------------- | ----------------------- | ----------------------- | ----------------------- | ----------------------- | ----------------------- | ----------------------- |
| Ole Thestrup                                      | Hotelejer Julius Andersen        | Fast                    | Gæst                    |                         |                         |                         |                         |                         |                         |                         |                         |
| Alberte Blichfeldt/Julie Brochorst Andersen       | Studerende Vera Madsen           | Fast                    | Fast                    |                         |                         |                         | Fast                    |                         |                         |                         |                         |
| Martin Buch                                       | Lektor Adam Fjeldsø              | Fast                    | Gæst                    |                         |                         |                         |                         |                         |                         |                         |                         |
| Neel Rønholt                                      | Sibylle Weyse/Fjeldsø (f. Hertz) | Fast                    | Gæst                    |                         |                         |                         |                         |                         |                         | Fast                    |                         |
| Lykke Scheuer                                     | Guvernante frk. Malling          | Fast                    | Fast                    | Gæst                    | Gæst                    | Fast                    |                         |                         |                         |                         |                         |
| Lukas Helt/Frederik Martens Frimodt/Lue Støvelbæk | Leslie Frigh                     | Gæst                    | Gæst                    | Gæst                    |                         | Gæst                    | Fast                    | Fast                    |                         |                         |                         |
| Liva Kristoffersen/Lucia Vinde Dirchsen           | Bertha Frigh                     | Gæst                    | Gæst                    | Gæst                    | Gæst                    | Gæst                    |                         | Fast                    | Fast                    | Fast                    |                         |
| Benedikte Hansen                                  | Grevinde Anne-Grethe Frijs       | Gæst                    | Gæst                    | Fast                    | Fast                    | Fast                    | Gæst                    | Gæst                    | Gæst                    | Gæst                    | Gæst                    |
| Kristian Halken                                   | Peter Andreas Kjær               | Gæst                    |                         | Gæst                    | Fast                    | Fast                    | Fast                    | Fast                    | Fast                    |                         |                         |
| Mia Helene Højgaard                               | Ane Kjær                         | Gæst                    |                         |                         | Fast                    | Fast                    | Fast                    | Fast                    | Fast                    |                         |                         |
| Anders Juul                                       | Arkitekt Max Berggren            |                         | Fast                    | Fast                    | Fast                    | Fast                    |                         |                         |                         |                         |                         |
| Ukendt/Ella Hammarsten Liedberg                   | Sarah Fjeldsø                    |                         | Gæst                    |                         |                         |                         |                         |                         |                         | Fast                    |                         |
| Andrea Alma Øst Birkkjær                          | Kitty Hansen                     |                         |                         | Fast                    | Gæst                    |                         |                         |                         |                         |                         | Fast                    |
| Jens Sætter-Lassen                                | Trompetist Jesper Duelund        |                         |                         | Fast                    | Fast                    | Gæst                    | Fast                    |                         |                         |                         |                         |
| Anne Bergfeld                                     | Grevinde Mitzi von Störner/Frijs |                         |                         |                         | Fast                    | Fast                    |                         |                         |                         |                         | Gæst                    |
| Søren Sætter-Lassen                               | August Molin                     |                         |                         |                         |                         | Fast                    | Fast                    | Fast                    | Fast                    | Fast                    | Fast                    |
| Lisa Werlinder                                    | Skuespillerinde Alma Molin       |                         |                         |                         |                         | Fast                    | Fast                    | Fast                    | Fast                    | Fast                    |                         |
| Laura Kjær                                        | Stuepige Nana Frigh              |                         |                         |                         |                         |                         | Fast                    | Fast                    |                         |                         |                         |
| Rasmus Botoft                                     | Johan Ramsing/Emil Høyer mfl.    |                         |                         |                         |                         |                         |                         | Fast                    | Fast                    |                         |                         |
| Anton Rubtsov                                     | Løjtnant Uwe Kiessling           |                         |                         |                         |                         |                         |                         | Fast                    | Fast                    | Fast                    | Fast                    |
| Andreas Jebro                                     | Claus Villumsen                  |                         |                         |                         |                         |                         |                         |                         | Fast                    | Fast                    |                         |
| Jens Jørn Spottag                                 | Sagfører Bent Ødegaard Andersen  |                         |                         |                         |                         |                         |                         |                         |                         | Fast                    | Fast                    |
| Lara Azimi-Busekist                               | Frida, Amandas datter            |                         |                         |                         |                         |                         |                         |                         |                         | Fast                    | Fast                    |
| Hannah Gass Sibbesen                              | Stuepige Lily                    |                         |                         |                         |                         |                         |                         |                         |                         |                         | Fast                    |
| Kamille Wenneberg                                 | Stuepige Trine                   |                         |                         |                         |                         |                         |                         |                         |                         |                         | Fast                    |

### Øvrige medvirkende
| Skuespiller                                             | Rolle                                                 | Sæson       | Afsnit                                                                         |
| ------------------------------------------------------- | ----------------------------------------------------- | ----------- | ------------------------------------------------------------------------------ |
| Emma Sehested Høeg                                      | Ella Hoffmann, Amandas veninde, gift med dr. Hoffmann | 1 og 3      | 3 afsnit                                                                       |
| Waage Sandø                                             | Grev Valdemar Frijs                                   | 1-2         | Herrebesøg (sæson 1, afsnit 2) Den store fest (sæson 2, afsnit 2)              |
| Michael Hasselflug                                      | Købmand Torsten Damgaard                              | 1-2         | 3 afsnit                                                                       |
| Peter Gilsfort                                          | Landbetjent Alfred Jensen                             | 1-2 og 4    | 4 afsnit                                                                       |
| Kristian Ibler                                          | Hr. Lindberg, afpresser                               | 1           | Eventyr i sommernatten (sæson 1, afsnit 5) Sæsonafslutning (sæson 1, afsnit 6) |
| Diverse (sæson 2-5) Alexander Wewer Schøler (sæson 7-8) | Severin Aurland/Weyse, Helenes søn                    | 2-5 og 7-8  |                                                                                |
| Henrik Birch                                            | Landmand Arne Kokholm                                 | 2, 4 og 7-9 | 12 afsnit                                                                      |
| Martin Greis                                            | Poul Andersen, Julius' søn                            | 2           | 4 afsnit                                                                       |
| Sverrir Gudnason                                        | Smuglerkaptajn Ernst Bremer                           | 2           | 3 afsnit                                                                       |
| Lise Baastrup Nielsen                                   | Revyskuespillerinde Dagny Olsen                       | 2           | Kærlighed (sæson 2, afsnit 4)                                                  |
| Robert Hansen                                           | Verner, smugler                                       | 2           | 2 afsnit                                                                       |
| Hanne Windfeld                                          | Regine Damgaard, Købmand Damgaards hustru             | 2           | Kærlighed (sæson 2, afsnit 4) Salgsaftalen (sæson 2, afsnit 5)                 |
| Simon Krogh Stenspil                                    | Smed Valter Møller, Ediths mand                       | 3, 5 og 10  | 9 afsnit                                                                       |
| Jesper Asholt                                           | Sagfører Kvist                                        | 3-4         | 4 afsnit                                                                       |
| Søren Pilmark                                           | Statsminister Thorvald Stauning                       | 3           | Stauning (sæson 3, afsnit 5)                                                   |
| Kurt Dreyer                                             | Hr. Knud Enevoldsen, Mortens far                      | 3           | Amandas gæster (sæson 3, afsnit 1)                                             |
| Anders Heinrichsen                                      | Dr. Frederik Hoffmann, gift med Ella                  | 3           | Amandas gæster (sæson 3, afsnit 1)                                             |
| Lars Knutzon                                            | Kammerherre Hjørting                                  | 3           | Vagabonden (sæson 3, afsnit 2) Fodspor fra havet (sæson 3, afsnit 7)           |
| Ole Lemmeke                                             | Redaktør Preben Bruun                                 | 3 og 6-9    | 9 afsnit                                                                       |
| Thure Lindhardt                                         | Filminstruktør Gerhard Flügelhorn                     | 3 og 7      | 5 afsnit                                                                       |
| Cyron Melville                                          | Skuespiller Robert Fischer                            | 3           | Fodspor fra havet (sæson 3, afsnit 7)                                          |
| Peter Gantzler                                          | Reklamebureaudirektør Holger Scharff                  | 4           | 3 afsnit                                                                       |
| Preben Kristensen                                       | Skuespiller Sophus Poulsen                            | 4           | Midsommernatten (sæson 4, afsnit 1) Weyses forbandelse (sæson 4, afsnit 2)     |
| Louise Fribo                                            | Skuespillerinde Bette Poulsen                         | 4           | Midsommernatten (sæson 4, afsnit 1) Weyses forbandelse (sæson 4, afsnit 2)     |
| Paul Hüttel                                             | Dr. Hans Henrik Ploug                                 | 4-5         | 6 afsnit                                                                       |
| Kristian Holm Joensen                                   | Vicevært hos Kitty Hansen                             | 4           | 4 afsnit                                                                       |
| Andrea Vagn Jensen                                      | Hattebutiksejer Frøken Duelund                        | 5           | 4 afsnit                                                                       |
| Henrik Kofoed                                           | Uffe Emil Vamming                                     | 5           | 1 afsnit, "Hugormen"                                                           |
| Saxo Skovgaard Almlund/ Max Kaysen Høyrup               | Leander Aurland/Weyse, Helenes søn                    | 5-8         | 13 afsnit                                                                      |
| Lisa Vermehren/ Anna Sophia Dalsgaard                   | Emma Kjær, Anes datter                                | 5-8         | 12 afsnit                                                                      |
| Thomas Levin                                            | Journalist Robert Hertz                               | 6           | 4 afsnit                                                                       |
| Peter Mygind                                            | Psykolog og professor Bach-Olsen                      | 6           | 3 afsnit                                                                       |
| Lars Bom                                                | Tage Skovgaard, turistchef/psykiatisk patient         | 6           | 2 afsnit                                                                       |
| David Owe                                               | Kriminalbetjent Hansen                                | 6           | 3 afsnit                                                                       |
| Mette Alvang                                            | Fru Gertie Knudsen, sekretær mm                       | 7-9         | 7 afsnit                                                                       |
| Troels Malling Thaarup                                  | Betjent Folmer Gregersen                              | 7 og 8      | 6 afsnit                                                                       |
| Aske Bang                                               | Jan Larsen, Berthas kæreste                           | 7           | 3 afsnit                                                                       |
| August Lau Lind Andreasen                               | Wilhelm Friis, Ditmars søn                            | 7           | 3 afsnit                                                                       |
| Lars Mikkelsen                                          | Svend Damm, teatermaler på Det Kongelige Teater       | 8           | 5 afsnit                                                                       |
| Mille Hoffmeyer Lehfeldt                                | Journalist Fanny Fjord, Weyses ekskone                | 8           | Brevet (sæson 8, afsnit 3)                                                     |
| Morten Holst                                            | Modstandsmanden Jens                                  | 9           | 2 afsnit                                                                       |
| Sigurd Dalgas                                           | Jens' lillebror, Lauritz                              | 9           | 5 afsnit                                                                       |
| Asger Reher                                             | Marcus Hertz, Sibylles far                            | 9           | 2 afsnit                                                                       |
| Horst Günter Marx                                       | Dommer Kiessling, Uwes far                            | 9-10        | 4 afsnit                                                                       |
| Olaf Johannessen                                        | John Henry Seerup                                     | 10          | 8 Afsnit                                                                       |
| Stephanie Hayes                                         | Ellinor Seerup                                        | 10          | 6 afsnit                                                                       |
| Henning Jensen                                          | Direktør Konradsen                                    | 10          | 4 afsnit                                                                       |

## Modtagelse og seertal
Serien blev særdeles kritisk modtaget af de fleste anmeldere, der generelt kritiserede den for at være kedelig og mangle dybde og skuespillerne for at overspille deres roller. Både Politiken, Jyllands-Posten og Berlingske gav seriens første afsnit tre stjerner, mens B.T. kun gav to stjerner.
Serien blev dog godt modtaget af seerne, således blev første sæson set af gennemsnitligt 1.518.000 seere. Serien er dermed den mest sete TV 2-serie siden Strisser på Samsø.
Badehotellet har også været sendt i Sverige, Norge og Finland, hvor serien også har været en succes.[kilde mangler]
Første afsnit af anden sæson modtog kun to ud af seks hjerter af Politikens anmelder og endte med fire i Berlingske Tidende. men over 1,3 millioner seere fulgte med i dette afsnit.Sæsonen sluttede på en gennemsnitslig seervurdering på 4,5. Den næsthøjeste vurdering af et fiktionsprogram i førstesending nogensinde.[kilde mangler]
Første afsnit af syvende sæson modtog fem hjerter af Politikens anmelder og blev gentaget ved sæsonens afslutning, hvor serien blev kaldt: "Den sandeste komedie, der er lavet om det danske sind".
Andet afsnit af tredje sæson havde et seertal på 1.621.000, hvilket er det højeste seertal for en TV 2-dramaserie siden Strisser på Samsø i 1997.

### Gennemsnitlige seertal
| Sæson | Gennemsnitligt seertal |
| ----- | ---------------------- |
| 1     | 1.516.000              |
| 2     | 1.359.000              |
| 3     | 1.529.020              |
| 4     | 1.458.000              |
| 5     | 1.453.000              |
| 6     | 1.422.000              |
| 7     | 1.534.000              |
| 8     | 1.666.000              |

### Priser og nomineringer
Billed-Bladets TV-guld
| År   | Modtager/nomineret arbejde | Pris             | Resultat |
| ---- | -------------------------- | ---------------- | -------- |
| 2014 | Badehotellet               | Årets TV-program | Vundet   |
| 2015 | Badehotellet               | Årets TV-program | Vundet   |
| 2016 | Badehotellet               | Årets TV-program | Vundet   |
| 2017 | Badehotellet               | Årets TV-program | Vundet   |
| 2018 | Badehotellet               | Årets TV-program | Vundet   |
| 2019 | Badehotellet               | Årets TV-program | Vundet   |
| 2020 | Badehotellet               | Årets TV-program | Vundet   |
| 2021 | Badehotellet               | Årets TV-program | Vundet   |

Svendprisen
| År   | Modtager/nomineret arbejde | Pris                                        | Resultat  |
| ---- | -------------------------- | ------------------------------------------- | --------- |
| 2017 | Badehotellet - sæson 4     | Årets danske TV-dramaserie                  | Vundet    |
| 2017 | Rosalinde Mynster          | Årets danske skuespiller i en TV dramaserie | Nomineret |
| 2018 | Badehotellet - sæson 5     | Årets danske TV-dramaserie                  | Vundet    |
| 2019 | Badehotellet - sæson 6     | Årets danske TV-dramaserie                  | Vundet    |
| 2020 | Badehotellet - sæson 7     | Årets danske TV-dramaserie                  | Nomineret |
| 2021 | Badehotellet - sæson 8     | Årets danske TV-dramaserie                  | Vundet    |
| 2021 | Birthe Neumann             | Årets danske skuespiller i en TV-dramaserie | Vundet    |
| 2022 | Badehotellet - sæson 9     | Årets danske TV dramaserie                  | Vundet    |
| 2022 | Jens Jacob Tychsen         | Årets danske skuespiller i en TV-dramaserie | Vundet    |
| 2024 | Badehotellet - sæson 10    | Årets danske TV dramaserie                  | Vundet    |
| 2024 | Badehotellet - sæson 10    | Juryens særpris                             | Vundet    |

Robertprisen
| År   | Modtager/nomineret arbejde | Pris                                   | Resultat  |
| ---- | -------------------------- | -------------------------------------- | --------- |
| 2015 | Badehotellet - sæson 1     | Årets danske tv-serie                  | Nomineret |
| 2015 | Rosalinde Mynster          | Årets kvindelige hovedrolle – tv-serie | Nomineret |
| 2015 | Amalie Dollerup            | Årets kvindelige birolle – tv-serie    | Nomineret |
| 2016 | Rosalinde Mynster          | Årets kvindelige hovedrolle - tv-serie | Nomineret |
| 2017 | Badehotellet - sæson 3     | Årets danske tv-serie                  | Nomineret |
| 2020 | Badehotellet - sæson 6     | Go' Seerprisen                         | Vundet    |
| 2020 | Badehotellet - sæson 6     | Årets danske tv-serie                  | Nomineret |